# Евтушенко, Алексей Анатольевич
Алексе́й Анато́льевич Евтуше́нко (24 декабря 1957, Дрезден, ГДР) — советский и российский писатель-фантаст, поэт (Львовская Поэтическая Школа, Заозёрная школа (Ростов-на-Дону), карикатурист, автор и исполнитель собственных песен, сценарист.

## Биография
Родился 24 декабря 1957 года в городе Дрезден, Германия.
В 1975 году окончил среднюю школу в городе Кушка (Туркменистан) и в том же году поступил в Львовский политехнический институт на факультет архитектуры. Окончил его в 1980 году.
В 1980 году приехал в город Ростов-на-Дону по распределению. С 1980 по 1985 год работал архитектором и художником-монументалистом в различных организациях.
С 1979 года — в литературе.
С 1985 года — в журналистике.
С 1985 по 1988 год работал в газете «Вечерний Ростов».
С 1988 по 1999 год — в газете «Наше время» (бывшая газета «Комсомолец»).
Лауреат фестивалей авторской песни «Большой Донбасс» и «Эсхар».
В 1999-м году переехал в Москву.
Опубликовал в различных изданиях страны десятки статей и сотни карикатур и рисунков.
Лауреат премии «Золотой телёнок» «Литературной Газеты» («Клуба 12 стульев») за 1999 год, как лучший художник-карикатурист.
Книга стихов «Избавление» — 1991 год, «Ростиздат».
Книга стихов «Третья твердь» — 1996 год, издательство «Гефест», Ростов-на-Дону.
Романы: «Отряд», «Древнее заклятье», «Под колёсами — звёзды» и другие, а также десятки рассказов — все в издательстве ЭКСМО-ПРЕСС, г. Москва, а также в журналах «Если» и «Реальность фантастики»).
Первая публикация в жанре фантастики: рассказ «Сеня и спекулянт» (февраль 1991 года, литературное приложение к газете «Наше время» «Массаракш! Мир наизнанку», г. Ростов-на-Дону).
Женат, имеет сына.
Сценарий полнометражного художественного фильма «Гони, Анюта!» (журнал «Синопсис и сценарий» № 12 2008 год).
Член Союза российских писателей с 1994 года.

## Общественная позиция
В 2022 году подписал письмо в поддержку российского военного вторжения на Украину.

## Список произведений
- Древнее заклятье (2000, повесть)
- Под колёсами — звёзды (Отвези меня домой) (2001)
- Человек-Т, или Приключения экипажа «Пахаря» (2003)
- Пока Земля спит (2010)
- Колдун и Сыскарь (2011)
- Минимальные потери (2012)
- Танкист (2014)
- Сдвиг (2017)
- Вечная кровь (2019)
- Все небеса Земли (2020)
- Бесконечная страна (2020)
- Чужак из ниоткуда (2024)
- Крест бессмертных (2024)

### Отряд (цикл)
- 1. Отряд (2000)
- 2. Отряд-2 (2002)
- 3. Отряд-3. Контрольное измерение (2004)
- Хранители Вселенной (подцикл)
  - 1. Стража Реальности (2007)
  - 2. Солдаты Вечности (2008)
- 4. Отряд-4. Битва за небеса (2009)
- 5. Отряд-5 (2016)

### Охота на Актеона (цикл)
- 1. Охота на Актеона (2005)
- 2. Ловушка для Артемиды (2006)

### Рассказы
- Сеня и спекулянт (1991)
- Быть человеком (2000)
- До встречи! (2000)
- И началась игра (2000)
- Пара пустяков (2000)
- Проблема суверенитета (2000)
- Бег петуха (2001)
- Спаситель мира (2001)
- Умелец (2001)
- Челобитная (2001)
- Кто не спрятался (2002)
- Ни дня без сенсации (2002)
- Пёс (2002)
- Сетевой (2002)
- Беглец (2003)
- Девушка из «Сфинкса» (2003)
- Откровение Буцинанта (2003)
- Тараканья история (2003)
- Имя для героя (2004)
- Мальчик и облака (2004)
- Ночной тариф (2004)
- Слуга (2004)
- Кедровая шишка (2005)
- Игрушка (2006)
- Пастух (2007)
- Сквозь пелену (2008)
- Дракон для принцессы (2010)
- Долина (2011)
- Бой на вылет (2012)
- Право на кровь (2012)
- Сделка (2019)
- Сошедшие в Сатурн (2019)
- Мусорщики (2020)
- Тяготение (2021)
- Дорога сквозь время

### Сборники стихов
- Избавление (1991), «Ростиздат», Ростов-на-Дону
- Третья твердь (1996), «Гефест», Ростов-на-Дону
- Время жизни (2020), «DELIBRI», Москва